# Acutotyphlops
Acutotyphlops – rodzaj węży z podrodziny Asiatyphlopinae w rodzinie ślepuchowatych (Typhlopidae).

## Zasięg występowania
Rodzaj obejmuje gatunki występujące na Filipinach, Papui-Nowej Gwinei i Wyspach Salomona. 

## Systematyka

### Etymologia
Acutotyphlops: łac. acutus „ostro zakończony”, od acuere „wyostrzyć do punktu”; gr. τυφλωψ tuphlōps, τυφλωπος tuphlōpos „ślepy wąż”.

### Podział systematyczny
Do rodzaju należą następujące gatunki:
- Acutotyphlops banaorum
- Acutotyphlops infralabialis
- Acutotyphlops kunuaensis
- Acutotyphlops solomonis
- Acutotyphlops subocularis